# Slabadsjtjyna
Slabadsjtjyna (belarusiska: Слабашчына) är en by i Belarus. Den ligger i voblasten Minsks voblast, i den centrala delen av landet, 18 km nordost om huvudstaden Minsk. Slabadsjtjyna ligger 212 meter över havet och antalet invånare är 188.

## Natur och klimat
Terrängen runt Slabadsjtjyna är platt. Runt Slabadsjtjyna är det ganska tätbefolkat, med 120 invånare per kvadratkilometer.. Närmaste större samhälle är Mіnsk, 17,7 km sydväst om Slabadsjtjyna.
I omgivningarna runt Slabadsjtjyna växer i huvudsak blandskog.